# María Casal Wismer
María Casal Wismer (Guillena, Sevilla, 22 de febrero de 1929-Lugano, Suiza, 14 de octubre de 2023) fue una médica, fisióloga, ginecóloga y profesora universitaria suiza, nacida en España. Fue la primera directora de la Escuela de Enfermería de la Universidad de Navarra,y la primera mujer suiza del Opus Dei.

## Biografía
Nació en la localidad sevillana de Guillena en 1929, en el seno de una familia suiza protestante afincada en España. Sus padres, Emilio y Trudi, habían nacido en Florencia (Italia), y se habían casado en Gibraltar (junio de 1924), ante un ministro anglicano, ya que apenas existían protestantes en España por aquel entonces. La familia comenzó a crecer hasta llegar a seis hijos: Fritz (Federico), el segundo, falleció al nacer, Ana, María, Mirta y Bernardo.
Comenzó los estudios de medicina en la Universidad de Sevilla, siendo la única mujer de su promoción. En la capital hispalense y mientras realizaba sus estudios universitarios, conoció el Opus Dei a través de sus compañeros; y comenzó a tener dirección espiritual con el sacerdote Teodoro Ruiz Jusué, y posteriormente con Juan Antonio González Lobato. El 29 de julio de 1950 solicitó su admisión en el Opus Dei, y el 22 de agosto se bautizó e hizo la profesión de fe.Continuó sus estudios universitarios —a comienzos de los años cincuenta—, en la Universidad de Barcelona donde se doctoró en Fisiología. Trabajó en el laboratorio de Fisiología con Juan Jiménez Vargas, que le propuso poner en marcha en la Universidad de Navarra los estudios de Enfermería.
Poco después se trasladó a Pamplona, donde fue la primera directora de la Escuela de Enfermería de la Universidad de Navarra (1954-1959). Formaron parte de la primera promoción de enfermeras veinticuatro mujeres, procedentes —en su mayor parte— de Pamplona. Completaban la junta directiva de la Escuela: María Victoria Tabernero, Sagrario Aguinaga y María Jesús Domingo. En esos años, María intervino en la puesta en marcha de la Clínica Universidad de Navarra.
María se instaló en Roma (1959-1964), para continuar su labor docente, en esta ocasión, en el Colegio Romano de Santa María. Y desde 1964 hasta su fallecimiento, residió establemente en Suiza donde participó activamente en el desarrollo de la labor apostólica de las mujeres del Opus Dei. Allí dirigió el primer centro femenino del Opus Dei en Zúrich.
Falleció en Lugano, a los 94 años. En una entrevista publicada con motivo de su noventa cumpleaños decía: 

«Debemos tener inmediatamente claro que la vocación es una cuestión de fidelidad. No existe tal cosa como "lo intentaré y luego ya veremos". Y luego pedir, pedir insistentemente en la oración la gracia de la perseverancia. Recuerdo mi fase de discernimiento, antes de la decisión: un día tenía la vocación clara, al día siguiente ya no estaba tan segura. Es como estar en medio del mar: si das la vuelta ya no ves la costa que dejaste atrás, pero si miras hacia adelante ni siquiera ves con claridad el punto de llegada. A los jóvenes les digo que tengan paciencia y que no se dejen sorprender por estas fases existenciales. Pero el signo más evidente de una vocación es uno: ¡la felicidad que nos proporciona! En este sentido, me gusta la frase que dijo un sacerdote peruano: "¡Pensar que algún día nos admirarán, cuando en realidad lo único que hemos hecho es ser felices!". Bueno, así fue como me fue a mí."

## Publicaciones
- Una canción de juventud: Mi vida tras los pasos de san Josemaría, Madrid, Rialp, 2019, 1ª, 209 pp. (2022, 2ª). Traducida al francés: Chanson de jeunesse. Ma vie sur les pas de saint Josémaria, Paris, Le Laurier, 2022, 1ª ed. francesa, 229 pp.[9]
- "La juventud de un santo", en Mas, Silvia (ed.), vol. VIII. Juventud: construir el futuro = Youth: Building the Future, Roma, Edizioni Università della Santa Croce, 2003, pp. 121-124. 88-8333-065-X
- Mecanismos de protección del aparato respiratorio: [lección inaugural del Curso Académico 1956-57 en el Estudio General de Navarra], Pamplona, Estudio General de Navarra, 1956, 71 pp.